# Литвинов, Павел Михайлович
Па́вел Миха́йлович Литви́нов (род. 6 июля 1940, Москва) — советский, затем американский физик, педагог; участник правозащитного движения в СССР, один из участников «Демонстрации семерых» на Красной площади, политзаключённый и политэмигрант. Внук наркома иностранных дел СССР М. М. Литвинова.

## Биография
Павел Литвинов  — выходец из благополучной и привилегированной московской семьи, внук знаменитого наркома-дипломата, стал диссидентом — родители были солидарны с ним в его деятельности. В 1966 году он окончил физический факультет МГУ. В 1966—1968 годах преподавал физику в Московском институте тонких химических технологий.

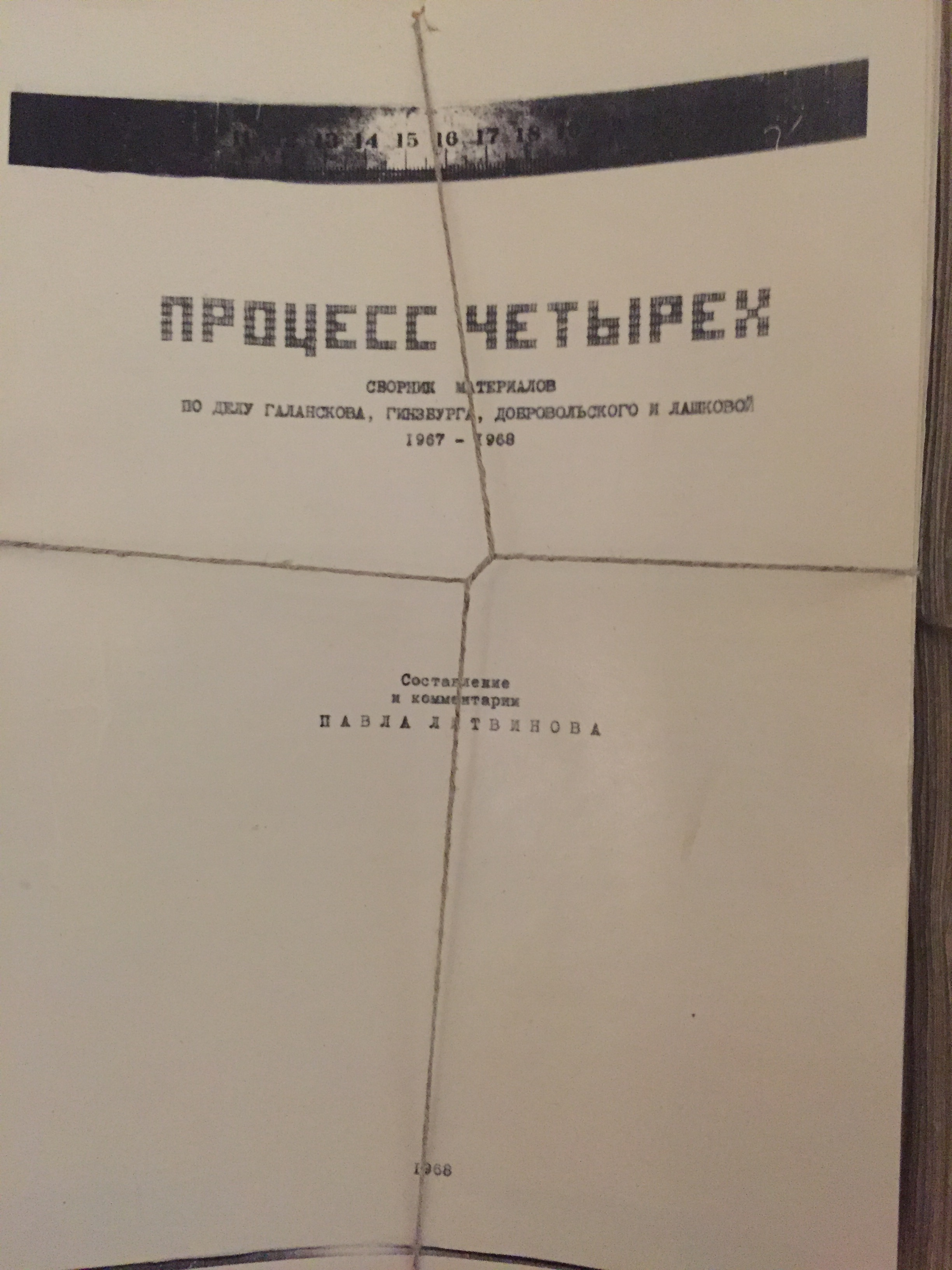
Самиздатовская хроника «Процесса четырёх»

Участник петиционных кампаний в СССР. Составитель самиздатских сборников «Правосудие или расправа» (1967) и «Процесс четырёх» (1968, о суде над Александром Гинзбургом, Юрием Галансковым, Алексеем Добровольским и Верой Лашковой). Автор вместе с Л. И. Богораз «Обращения к мировой общественности» (1968) — первого открытого обращения советских диссидентов к Западу.
Участник и организатор легендарной «демонстрации семерых» на Красной площади 25 августа 1968 г. против ввода советских войск в Чехословакию, отбывал заключение и ссылку за это. Политзаключённый (полгода в тюрьмах, в 1968—1972 годах в ссылке — работал электриком в посёлке Усугли в Читинской области).
18 марта 1974 года был вынужден эмигрировать в США. В 1975—1983 годах был зарубежным представителем «Хроники текущих событий», участвовал в её переиздании. В 1974—1988 годах состоял членом редколлегии издательства «Хроника» в США. В 1976—2006 годах преподавал математику и физику в частной школе Хакли в Тарритауне, штат Нью-Йорк. Член совета директоров Фонда Андрея Сахарова.

## Семья
- Отец — Михаил Максимович Литвинов (1917—2006), выпускник мехмата МГУ (1941), математик и инженер, кандидат технических наук, сын наркома иностранных дел СССР М. М. Литвинова и Айви Лоу[3].
- Мать — Флора Павловна Литвинова (1918—2020), урождённая Ясиновская (дочь Павла (Абрама) Григорьевича Ясиновского и Перлы (Полины) Мироновны Ясиновской), физиолог, автор работ по физиологии сердца и кровообращения, кандидат биологических наук[4], работала в Боткинской больнице, затем в Кардиоцентре[5][6]; первым браком была замужем за математиком И. М. Гельфандом[7].
- Первая жена — Майя Львовна Русаковская (Литвинова), урождённая Копелева[8] (род. в 1938), дочь писателя Льва Копелева и Надежды Колчинской[9].
  - Сын — Дмитрий Литвинов, гражданин США и Швеции, пресс-секретарь Greenpeace (29 сентября 2013 года был арестован на два месяца при попытке проведения протестной акции на нефтеплатформе «Приразломная»[10][11][12][13]).
  - Дочь — Лариса Литвинова[14]
- Вторая жена — поэтесса Наталья Горбаневская.
  - Сын — Иосиф Горбаневский (1968—2017), оператор и видеограф.
- Сестра — Нина Михайловна Литвинова (род 9 августа 1945), биолог, кандидат биологических наук, работает в институте океанологии, специалист по офиурам[15][16].
- Тётя — Татьяна Максимовна Литвинова (1918—2011), литератор, переводчица, художница, была замужем за скульптором И. Л. Слонимом[17]
  - Дочь Татьяны (двоюродная сестра) — Маша Слоним (Мария Ильинична Филлимор) — британская и российская журналистка, многолетняя сотрудница Русской службы Би-Би-Си.[18]
  - Дочь Татьяны (двоюродная сестра) — Вера, в замужестве Чалидзе (род. 1948), вдова правозащитника Валерия Чалидзе, также работала в Русской службе Би-Би-Си.[18].